# Targem Games
Targem Games är ett ryskt datorspelsföretag grundat år 2002.

## Titlar
- Battle Mages - 2003[2]
- Hard Truck: Apocalypse - 26 juni 2006
- Day Watch - 2007[3]
- In Living Colors - 2007[4]
- Sledgehammer / GearGrinder - 2007[5]
- MorphX / Swarm - 2008[6]
- Dragon Empire - 2009[7]
- Clutch - 2 juni 2009
- Insane 2 - 2011[8]
- Battle vs Chess - 2011[9]
- Planets Under Attack - 27 september 2012
- Dance Magic - 2013[10]
- Etherlords - 2014[11]
- Star Conflict - 2014[12]
- BlazeRush - 4 november 2014